# Pour moi la vie va commencer
Pour moi la vie va commencer is een single van de Franse zanger Johnny Hallyday.
De single is de titelsong van de film D'où viens-tu Johnny? waarin de zanger een hoofdrol speelt. Tweemaal verscheen de single in de hitlijst; in december 1963 en in mei 1964.

## Tracklist

### 7" Single
Philips JF 328 006 (uit de serie Favorieten Expres)
1. "Pour moi la vie va commencer" - 2:11
2. "À plein cœur" - 2:15

### 7" EP Single
Philips 432.967 BE
1. "Pour moi la vie va commencer" - 2:11
2. "Rien n'a change" - 1:58
3. "À plein cœur" - 2:15
4. "Ma guitare" - 1:50

## Hitnotering
| Pour moi la vie va commencer | Pour moi la vie va commencer | Pour moi la vie va commencer | Pour moi la vie va commencer | Pour moi la vie va commencer | Pour moi la vie va commencer | Pour moi la vie va commencer | Pour moi la vie va commencer | Pour moi la vie va commencer | Pour moi la vie va commencer | Pour moi la vie va commencer | Pour moi la vie va commencer | Pour moi la vie va commencer | Pour moi la vie va commencer | Pour moi la vie va commencer | Pour moi la vie va commencer | Pour moi la vie va commencer | Pour moi la vie va commencer | Pour moi la vie va commencer | Pour moi la vie va commencer |
| Hitlijst                     | Datum van binnenkomst        | Week:                        | 1                            | 2                            | 3                            | 4                            | 5                            | 6                            | 7                            | 8                            | 9                            | 10                           | 11                           | 12                           | 13                           | 14                           | 15                           | 16                           |                              |
| ---------------------------- | ---------------------------- | ---------------------------- | ---------------------------- | ---------------------------- | ---------------------------- | ---------------------------- | ---------------------------- | ---------------------------- | ---------------------------- | ---------------------------- | ---------------------------- | ---------------------------- | ---------------------------- | ---------------------------- | ---------------------------- | ---------------------------- | ---------------------------- | ---------------------------- | ---------------------------- |
| Tijd Voor Teenagers Top 10   | 7-12-1963                    | Positie:                     | 7                            | 6                            | 4                            | 4                            | 1                            | 1                            | 1                            | 1                            | 2                            | 2                            | 3                            | 2                            | 2                            | 4                            | 4                            | 6                            | uit                          |

### NPO Radio 2 Top 2000
| Nummer met noteringen in de NPO Radio 2 Top 2000 | '99  | '00  | '01  | '02  | '03  | '04  | '05  | '06  | '07  | '08  |
| ------------------------------------------------ | ---- | ---- | ---- | ---- | ---- | ---- | ---- | ---- | ---- | ---- |
| Pour moi la vie va commencer                     | 1381 | 1459 | 1126 | 1633 | 1115 | 1506 | 1627 | 1344 | 1648 | 1441 |

1. ↑  Een vetgedrukt getal geeft de hoogste notering aan.
2. ↑  Deze tabel is bijgewerkt tot en met de laatste editie (2024).